# Jean-Marie Lustiger

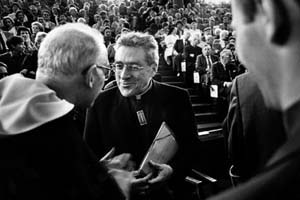
Jean-Marie Lustiger, 1987

Jean-Marie Lustiger, născut Aaron Lustiger, evreu (n. 17 septembrie 1926, Paris — d. 5 august 2007, Paris), a fost cardinal, membru al Academiei Franceze (fotoliul nr. 4) din 1995 și arhiepiscop al Parisului între anii 1981–2005. Papa Ioan Paul al II-lea l-a ridicat la demnitatea de cardinal în anul 1983. În 1995 a fost ales membru al Academiei Franceze, în locul lui Albert Decourtray, decedat în 1994.

## Biografie
Aron Lustiger s-a născut la Paris într-o familie de evrei originari din Polonia. În timpul ocupației naziste a Franței, mama sa a fost deportată și exterminată în lagărul de concentrare de la Auschwitz iar Aron s-a salvat, ascuns într-o mănăstire catolică, unde s-a convertit la catolicism la 14 ani, la 25 august 1940. Botezul său a avut loc la Orléans, iar cu această ocazie și-a adăugat numele de Jean-Marie, fără să renunțe vreodată la numele de Aron, primit de la părinți și la identitatea sa iudaică. Aron Jean-Marie Lustiger a insistat toată viața că, prin continuarea apartenenței sale la iudaism el procedează precum apostolii. Arhiepiscopul Lustiger a fost o figură intelectuală deosebită care s-a bucurat de aprecierea și respectul instituțiilor academice, politice și religioase. Cardinalul Lustiger a contribuit substanțial la reconcilierea dintre iudaism și catolicism.
Înmormântarea sa a avut loc pe 10 august 2007 la Paris. Reprezentanții familiei sale au respectat deopotrivă rânduiala iudaică și pe cea catolică a înmormântării, iar Rabinul Șef al parisului a rostit rugăciunea iudaică de înmormântare - deoarece, conform religiei iudaice, cine s-a născut evreu nu-și poate schimba apartenența.
Mormântul său din Catedrala Notre Dame poartă un epitaf scris chiar de cardinal:
„Je suis né juif. J’ai reçu le nom de mon grand-père paternel, Aron. Devenu chrétien par la foi et le baptême, je suis demeuré juif comme le demeuraient les Apôtres. J’ai pour saints patrons Aron le Grand Prêtre, saint Jean l’Apôtre, sainte Marie pleine de grâce. Nommé 139e archevêque de Paris par Sa Sainteté le pape Jean-Paul II, j’ai été intronisé dans cette cathédrale le 27 février 1981, puis j’y ai exercé tout mon ministère. Passants, priez pour moi.”—Aron Jean-Marie, cardinal Lustiger Archevêque de Paris